# Alexandru Macedonski
Alexandru Macedonski, född 14 mars 1854 i Bukarest, död 24 november 1920, var en rumänsk författare. Han följde de litterära strömningarna i Europa, i synnerhet i Frankrike, och genomgick flera faser i sitt författarskap. Hans tidigaste verk är nyromantiska vilket följdes av en socialrealistisk period. Mest känd är han som symbolist och klassicist, inspirerad av den franska författargruppen les parnassiens. Som symbolist var han banbrytande i Rumänien och har tillskrivits att vara den som introducerade rörelsen i landet. Macedonski är främst känd som poet men har också gjort avtryck med prosaverk, som den egensinniga romanen Thalassa från 1915.
Han gjorde sig kontroversiell i sin samtid genom kritiska utfall mot andra poeter, något som kulminerade med ett spefullt epigram om nationalskalden Mihai Eminescu vid dennes död. Sin sista tid i livet var Macedonski sängliggande. Han avled 24 november 1920 medan han inandade ett doftextrakt från rosor.
Macedonski hade ett betydande inflytande på yngre rumänska poeter, särskilt det tidiga 1900-talets modernister, genom sin diktning och de tidskrifter han drev, varav Literatorul var den mest tongivande. Under andra halvan av 1900-talet fick Macedonski och hans verk ett uppsving i status och popularitet, delvis genom att kritikern Adrian Marino skrev flera böcker om honom.